# Santiago Tuxtla (kommun)
Santiago Tuxtla är en kommun i Mexiko.   Den ligger i delstaten Veracruz, i den sydöstra delen av landet, 400 km öster om huvudstaden Mexico City.
Följande samhällen finns i Santiago Tuxtla:
- Santiago Tuxtla
- Tlapacoyan
- Tapalapan
- Francisco I. Madero
- Arroyo San Isidro
- Vista Hermosa
- Maxyapán
- San Antonio de la Huerta
- Tetax Sesecapan
- Texcochapan de Abajo
- El Zapotal
- Arroyo Largo
- Medellín
- El Platanar
- Sesecapan
- Ojo de Agua
- Boca del Monte
- Salto de Agua de Pío
- Xigüipilincan
- Cruz de Vidaña
- Pixixiapan
- Camacho
- Las Pochotas
- Río Grande
- Zacatal
- La Pitahaya
- Cinco de Mayo
- Miguel Hidalgo y Costilla
- Chilchutiuca
- El Coyol
- El Morillo
- Ayotzintla
- Pueblo Nuevo del Mostal
- El Potrero
- El Moral
- Cerro del Vigía de Abajo
- El Tular
- El Yuale Chico
- Mazatán
- Cerro Blanco
- Hidalgo
- El Espinal
- Cerro del Vigía de Enmedio
- La Mechuda
- La Florida
- San Marquitos
- Colonia Oteapan
- Paso del Amate
- El Aguaje
- Rancho Nuevo
- Colonia Miguel Alemán
- Tres Zapotes Dos a
- Nuevo Totlalli
- Licenciado Ángel Carvajal
- Los Jarochos
- Lomas de Alonso Lázaro
- Colonia María Beltrán
- Cerro del Cubilete
- La Nueva Esperanza
- El Pretil
- Sabaneta
- Isletilla
- El Predio de los Ixhuápam
- San Diego
- Tres Zapotes Uno
- El Hato
- El Palmar
- El Mirador
- Guinda